# 鋇鈾雲母
鋇鈾雲母（英語：Uranocircite）是一種含鋇鈾磷酸鹽礦物，化學式為Ba(UO2)2(PO4)2·10H2O。它呈綠色至黃色，莫氏硬度約為2。
鋇鈾雲母以希臘語中「獵鷹」的意思命名，因為它是在德國的法爾肯施泰因發現的。鋇鈾雲母含有約45%的鈾，主要在德國薩克森州的貝爾根開採。